# Субріманів многовид
Субріманів многовид — математичне поняття, що узагальнює ріманів многовид. Суть узагальнення полягає в тому, що скалярний добуток задається не на дотичних просторах в цілому, а тільки на деяких їх підпросторах (як правило, фіксованої розмірності).
Тим самим, в субрімановом многовиді поняття довжини визначено не для всіх кривих, а тільки для так званих горизонтальних кривих (тих, які в кожній своїй точці дотикаються відповідного підпростору). Внутрішня метрика, що виникає таким чином в субрімановому многовиді називається метрикою Карно-Каратеодорі.